# Quasimodoana decipiens
Quasimodoana decipiens är en stekelart som först beskrevs av Förster 1855.  Quasimodoana decipiens ingår i släktet Quasimodoana, och familjen glattsteklar. Arten är reproducerande i Sverige.